# Cerberilla asamusiensis
Cerberilla asamusiensis is een slakkensoort uit de familie van de Aeolidiidae. De wetenschappelijke naam van de soort is voor het eerst geldig gepubliceerd in 1940 door Baba.